# St. Petrus (Mackenrode)

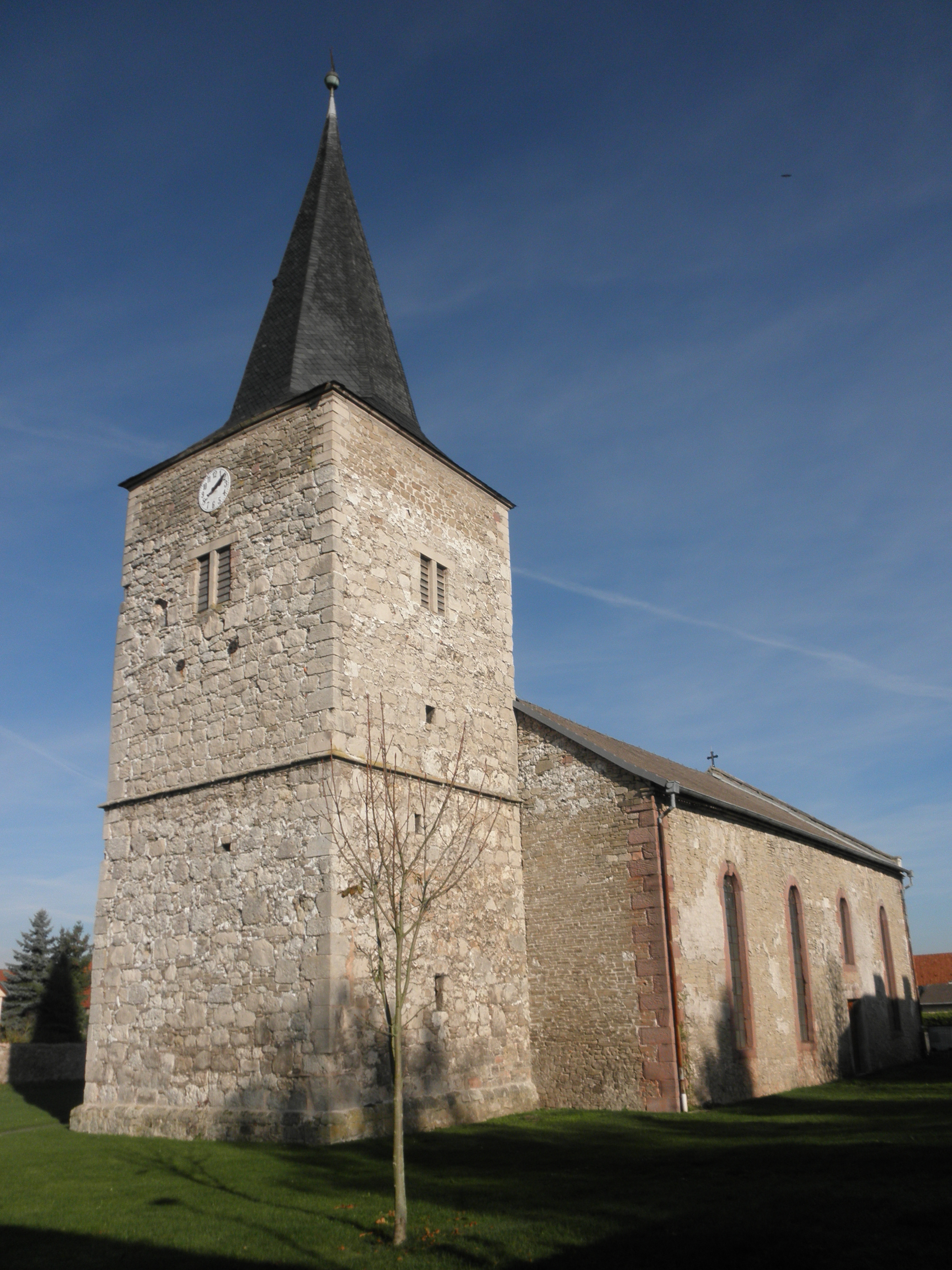
St. Petrus

Die evangelisch-lutherische Kirche St. Petrus steht in Mackenrode, einem Ortsteil der Gemeinde Hohenstein im Landkreis Nordhausen in Thüringen. Die Kirchengemeinde Mackenrode gehört zum Pfarrbereich Trebra im Kirchenkreis Südharz der Evangelischen Kirche in Mitteldeutschland.

## Beschreibung
Die einfache Saalkirche wurde aus Bruchsteinen mit Ecksteinen 1792 erbaut und nach einem Brand 1877 wieder hergestellt. Im Westen hat sie einen hohen Kirchturm auf quadratischem Grundriss, der mit einem spitzen oktogonalen schiefergedeckten Helm bedeckt ist. Das teilweise verputzte Langhaus ist mit einem Satteldach bedeckt. Der Innenraum hat an drei Seiten Emporen und einen offenen Dachstuhl. Zur Kirchenausstattung gehört ein Kanzelaltar aus dem 19. Jahrhundert. Die Orgel mit neun Registern, verteilt auf zwei Manuale und Pedal, wurde 1877 von Robert Knauf & Sohn gebaut, und 1926 von Georg Kiessling & Söhne restauriert. 1975 wurde sie von Friedrich Löbling erneut restauriert.